# Rajd Węgier 2019
Rajd Węgier 2019 (Rally Hungary 2019) – kolejna edycja Rajdu Węgier rozgrywanego na Węgrzech od 8 do 10 listopada 2019 roku. Była to ósma runda Rajdowych Mistrzostw Europy w roku 2019. Rajd został rozegrany na nawierzchni asfaltowej. Planowano rozegrać czternaście odcinków specjalnych, ale ze względu na opady deszczu i rozległe kałuże ostatni odcinek został odwołany.
Zwycięzcą rajdu został zawodnik gospodarzy Węgier Frigyes Turán jadący samochodem Škoda Fabia R5, który wyprzedził drugiego Rosjanina Aleksieja Łukjaniuka i trzeciego Irlandczyka Calluma Devine`a. Zwycięstwo zapewnił sobie na ostatnim OS-ie wykorzystując to, iż Łukjaniuk przebił oponę i musiał ją wymieniać na trasie odcinka. Na czwartym miejscu do mety dojechał Brytyjczyk Chris Ingram zapewniając sobie tym samym tytuł mistrza Europy ERC na sezon 2019. Łukasz Habaj tej eliminacji nie ukończył, już w piątek podczas treningu rozbił swoją Skodę. Samochód udało się naprawić, choć Polak nie wziął udziału w kwalifikacjach. Ostatecznie Habaj musiał się wycofać z rajdu, gdyż podczas przejazdu szóstego OS-u miał wypadek na skutek przebitej opony, uszkodził się też układ wspomagania kierownicy i zawieszenie.

## Lista startowa[4]
Poniższa lista startowa obejmuje tylko zawodników startujących i zgłoszonych do rywalizacji w kategorii ERC w najwyższej klasie RC2, samochodami najwyższej klasy mogącymi startować w rajdach ERC – R5.
| Nr. | Zespół                                | Kierowca                   | Pilot                | Samochód               |
| --- | ------------------------------------- | -------------------------- | -------------------- | ---------------------- |
| 1   | Toksport WRT                          | Chris Ingram               | Ross Whittock        | Škoda Fabia R5         |
| 2   | Sports Racing Technologies            | Łukasz Habaj               | Daniel Dymurski      | Škoda Fabia R5         |
| 3   | Saintéloc Junior Team                 | Aleksiej Łukjaniuk         | Aleksiej Arnautow    | Ford Fiesta R5         |
| 4   | ACCR Czech Rally Team I               | Filip Mareš                | Jan Hloušek          | Škoda Fabia R5 evo     |
| 5   | Mol Racing Team                       | Norbert Herczig            | Ramón Ferencz        | Volkswagen Polo GTI R5 |
| 6   | Niki Mayr-Melnhof                     | Niki Mayr-Melnhof          | Leopold Welsersheimb | Ford Fiesta R5 MK2     |
| 7   | BRR Baumschlager Rallye & Racing Team | Albert von Thurn und Taxis | Bernhard Ettel       | Škoda Fabia R5 evo     |
| 8   | Érdi Team Kft.                        | Tibor Érdi jun.            | Szabolcs Kovács      | Škoda Fabia R5         |
| 9   | András Hadik                          | András Hadik               | Attila Deák          | Ford Fiesta R5 MK2     |
| 10  | Korda Racing Kft.                     | Ferenc Vincze jun.         | Igor Bacigál         | Škoda Fabia R5         |
| 11  | Turán Motorsport SE                   | Frigyes Turán              | László Bagaméri      | Škoda Fabia R5         |
| 12  | LPWM Sport Kft.                       | Pál Lovász                 | Tamás Kürti          | Škoda Fabia R5         |
| 14  | Palmeirinha Rally                     | Paulo Nobre                | Gabriel Morales      | Škoda Fabia R5         |
| 15  | Hyundai Motorsport N                  | Callum Devine              | Brian Hoy            | Hyundai i20 R5         |
| 16  | Róbert Bútor                          | Róbert Bútor               | Róbert Tagai         | Škoda Fabia R5         |
| 17  | Rallytechnology                       | János Puskádi              | Barnabás Gódor       | Škoda Fabia R5 evo     |
| 18  | Saintéloc Junior Team                 | Sean Johnston              | Alexander Kihurani   | Citroën C3 R5          |

## Zwycięzcy odcinków specjalnych[5]
| Dzień | Numer odcinka | Nazwa odcinka                 | Długość  | Zwycięzca odcinka                     | Samochód                     | Czas             | Lider rajdu                           |
| ----- | ------------- | ----------------------------- | -------- | ------------------------------------- | ---------------------------- | ---------------- | ------------------------------------- |
| 8 XI  | OS1           | SSS Rabócsiring               | 2,40 km  | Aleksiej Łukjaniuk Ferenc Vincze jun. | Citroën C3 R5 Škoda Fabia R5 | 1:53,1           | Aleksiej Łukjaniuk Ferenc Vincze jun. |
| 9 XI  | OS2           | Újhuta – Nyíri /1             | 19,95 km | Ferenc Vincze jun.                    | Škoda Fabia R5               | 11:42,5          | Ferenc Vincze jun.                    |
| 9 XI  | OS3           | Füzér – Abaújvári elágazás /1 | 23,43 km | Aleksiej Łukjaniuk                    | Citroën C3 R5                | 13:33,3          | Aleksiej Łukjaniuk                    |
| 9 XI  | OS4           | Mád – Disznókő /1             | 10,19 km | Aleksiej Łukjaniuk                    | Citroën C3 R5                | 6:25,3           | Aleksiej Łukjaniuk                    |
| 9 XI  | OS5           | Újhuta – Nyíri /2             | 19,95 km | Chris Ingram                          | Škoda Fabia R5 evo           | 12:03,8          | Aleksiej Łukjaniuk                    |
| 9 XI  | OS6           | Füzér – Abaújvári elágazás /2 | 23,43 km | Aleksiej Łukjaniuk                    | Citroën C3 R5                | 14:00,9          | Aleksiej Łukjaniuk                    |
| 9 XI  | OS7           | Mád – Disznókő /2             | 10,19 km | Aleksiej Łukjaniuk                    | Citroën C3 R5                | 6:39,5           | Aleksiej Łukjaniuk                    |
| 10 XI | OS8           | Óhuta – Fony /1               | 10,60 km | Ferenc Vincze jun.                    | Škoda Fabia R5               | 5:36,3           | Aleksiej Łukjaniuk                    |
| 10 XI | OS9           | Telkibánya – Újhuta /1        | 27,48 km | Frigyes Turán                         | Škoda Fabia R5               | 18:26,1          | Aleksiej Łukjaniuk                    |
| 10 XI | OS10          | Disznókő – Mád /1             | 10,02 km | Aleksiej Łukjaniuk                    | Citroën C3 R5                | 6:49,8           | Aleksiej Łukjaniuk                    |
| 10 XI | OS11          | SSS Nyíregyháza               | 5,78 km  | Aleksiej Łukjaniuk                    | Citroën C3 R5                | 5:16,3           | Aleksiej Łukjaniuk                    |
| 10 XI | OS12          | Óhuta – Fony /2               | 10,60 km | Norbert Herczig                       | Volkswagen Polo GTI R5       | 5:47,9           | Aleksiej Łukjaniuk                    |
| 10 XI | OS13          | Telkibánya – Újhuta /2        | 27,48 km | Callum Devine                         | Hyundai i20 R5               | 19:18,1          | Frigyes Turán                         |
| 10 XI | OS14          | Disznókő – Mád /2             | 10,02 km | Odcinek odwołany                      | Odcinek odwołany             | Odcinek odwołany | Frigyes Turán                         |

## Wyniki rajdu[7]
| Miejsce | Kierowca                   | Pilot                | Samochód                    | Czas      | Strata   | Pkt ERC |
| ------- | -------------------------- | -------------------- | --------------------------- | --------- | -------- | ------- |
| 1       | Frigyes Turán              | László Bagaméri      | Škoda Fabia R5              | 2:11:28,0 | –        | 25+10   |
| 2       | Aleksiej Łukjaniuk         | Aleksiej Arnautow    | Citroën C3 R5               | 2:12:01,7 | +33,7    | 18+10   |
| 3       | Callum Devine              | Brian Hoy            | Hyundai i20 R5              | 2:12:53,9 | +1:25,9  | 15+10   |
| 4       | Chris Ingram               | Ross Whittock        | Škoda Fabia R5              | 2:13:16,5 | +1:48,5  | 12+6    |
| 5       | Norbert Herczig            | Ramón Ferencz        | Volkswagen Polo GTI R5      | 2:14:40,3 | +3:12,3  | 10+8    |
| 6       | Ádám Velenczei             | Gábor Zsiros         | Citroën C3 R5               | 2:15:56,4 | +4:28,4  | *       |
| 7       | Albert von Thurn und Taxis | Bernhard Ettel       | Škoda Fabia R5              | 2:17:32,3 | +6:04,3  | 8+4     |
| 8       | Sean Johnston              | Alexander Kihurani   | Citroën C3 R5               | 2:18:23,0 | +6:55,0  | 6+1     |
| 9       | Péter Osváth               | Tamás Papp           | Škoda Fabia R5              | 2:21:51,9 | +10:23,9 | *       |
| 10      | László Német               | István Szabó         | Škoda Fabia R5              | 2:24:43,6 | +13:15,6 | *       |
| 11      | Erik Cais                  | Jindřiška Žáková     | Ford Fiesta R2T19           | 2:24:50,5 | +13:22,5 | 4       |
| 12      | Gergő Dudás                | Krisztián Szabó      | Mitsubishi Lancer Evo IX R4 | 2:24:51,4 | +13:23,4 | *       |
| 13      | Pál Lovász                 | Tamás Kürti          | Škoda Fabia R5              | 2:25:06,0 | +13:38,0 | 2+1     |
| 14      | Paulo Nobre                | Gabriel Morales      | Škoda Fabia R5              | 2:25:36,8 | +14:08,8 | 1       |
| ...     | ...                        | ...                  | ...                         | ...       | ...      | ...     |
| 34      | Niki Mayr-Melnhof          | Leopold Welsersheimb | Ford Fiesta R5              | 2:47:24,9 | +35:56,9 | 0+2     |

1. 1 2 3 4  Nieliczony w klasyfikacji ERC

## Końcowa klasyfikacja sezonu ERC
Kierowcy
| Msc. | Kierowca           | Punkty |
| ---- | ------------------ | ------ |
| 1    | Chris Ingram       | 141    |
| 2    | Aleksiej Łukjaniuk | 132    |
| 3    | Łukasz Habaj       | 116    |
| 4    | Filip Mareš        | 75     |
| 5    | Norbert Herczig    | 52     |